# بودو (ریوگرانده شمالی)
بودو (ریوگرانده شمالی) (به پرتغالی: Bodó) یک شهرستان در برزیل است که در ریو گرانده شمالی واقع شده‌است.